# Gare de Fontenay-le-Comte
Pour les articles homonymes, voir Gare de Fontenay.
La gare de Fontenay-le-Comte est une gare ferroviaire française fermée de la ligne de Breuil-Barret à Velluire, située sur le territoire de la commune de Fontenay-le-Comte, dans le département de la Vendée, en région Pays de la Loire.
Mise en service en 1881 par l'Administration des chemins de fer de l'État, elle est totalement fermée au service des voyageurs en 1969.
Désaffectée du service ferroviaire, l'ancien bâtiment est intégré dans l'« Espace Culturel et de Congrès René Cassin-la Gare » inauguré en 2005.

## Situation ferroviaire
Établie à 29 mètres d'altitude, la gare de Fontenay-le-Comte était située au point kilométrique (PK) 29,6 de la ligne de Breuil-Barret à Velluire (déclassée et déposée) entre les anciennes gares de Bourneau - Mervent et Fontaines-Vendée. Gare de bifurcation, elle était également l'origine de la ligne de Fontenay-le-Comte à Benet. Cette ligne uniquement utilisée pour un trafic fret dispose d'un butoir de fin de voie avant la rue des 3 cheminots, le tronçon jusqu'à la gare est déposé.

## Histoire

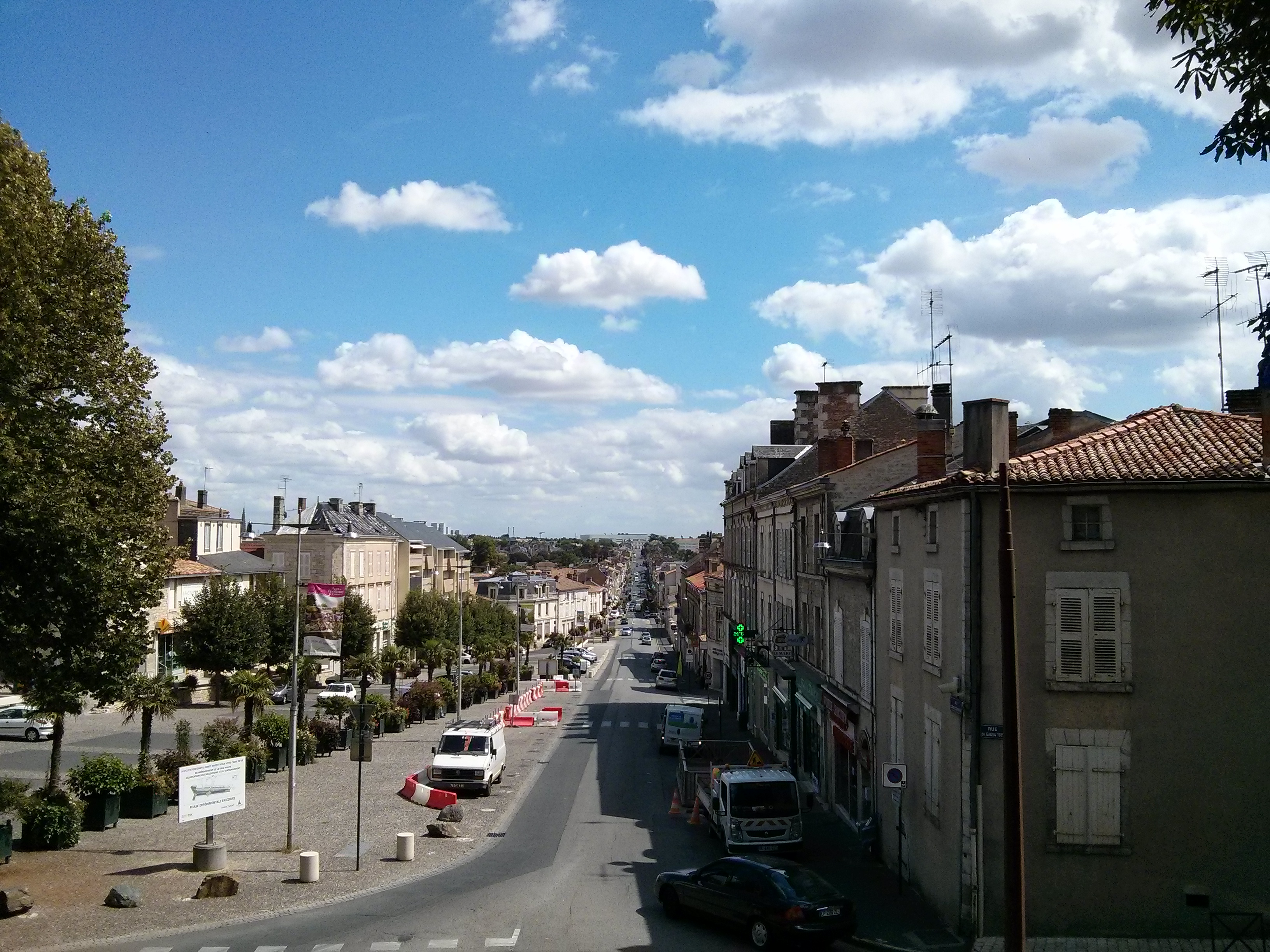
L'ancienne gare est au bout de la rue.

En 1866, lors de l'édification de la ligne reliant Nantes-Orléans à Saintes traverse la Vendée, la ville de Fontenay-le-Comte fut oubliée, éveillant ainsi des critiques envers les élus de l'époque. Cette omission est due à la décision de la Compagnie des Charentes, qui était chargée de la réalisation de cette ligne. Malgré les nombreuses et incessantes demandes des élus La ville de Fontenay-le-Comte restera privé de gare durant de nombreuses années à attendre une ligne de chemin de fer, malgré les nombreuses et incessantes demandes des élus. La gare est mise en service le 17 octobre 1881 par l'Administration des chemins de fer de l'État, lorsqu'elle ouvre à l'exploitation ses lignes de Velluire à Fontenay-le-Comte et de Fontenay-le-Comte à Benet. Par ailleurs, la ville était également reliée à Paris, via Thouars.
La ville, qui s'exténuait à obtenir l'intronisation d'une gare sur son territoire, ne fut pas exemptée des menaces. En effet, à plusieurs opportunités, notamment en 1937 et 1941, où elle à dû faire face à des menaces de fermeture, jetant ainsi l'ombre des doutes sur son développement ferroviaire. Après la Seconde Guerre mondiale, la ligne ferroviaire desservant Paris est fermée aux voyageurs, se limitant préférablement à l'acheminement des matériaux issues des carrières de Cheffois.
En 1965, la gare est utilisée lors du 23e voyage officiel du président de la République Charles de Gaulle, effectué avec une rame à grand parcours.
Le 2 mars 1969, le ministère des Transports prend la décision de fermer la gare au service des voyageurs, malgré l'opposition des représentants locaux . Le dernier autorail de voyageur quitta le quai de la gare en direction de Niort. Un projet de réouverture  avait été élaboré afin de relancer une liaison avec cette dernière, mais celle-ci avortera. En 2007, la gare est fermée aux activités liées aux transports de marchandises.
L'ancien bâtiment voyageurs et la plateforme de la gare sont intégrés dans le nouvel espace culturel de la ville, dénommé « René Cassin-La-Gare » et inauguré le 22 janvier 2005.

## Service routier de substitution
L'ancien service ferroviaire a été substitué par une desserte routière, désormais identifiée comme la ligne 16 du réseau régional de transport Aléop. La ligne relie Fontenay à Niort, au départ du Pôle d'échange multi-usages (PEMU).

## Patrimoine ferroviaire
L'ancien bâtiment voyageurs est l'élément d'accès de « l'Espace Culturel et de congrès René Cassin-la Gare ». Son aspect extérieur a été conservé.